# Giunio Salvi
Giunio Alberto Francesco Salvi (Poggio Mirteto, 2 luglio 1869 – 16 marzo 1952) è stato un medico e politico italiano.

## Biografia
Laureato in medicina a Roma, specializzato in chirurgia generale, inizia la carriera universitaria a Parma, dove insegna dal 1909 al 1915 e ricopre per alcuni anni anche la carica di preside della locale facoltà di medicina. Trasferitosi in seguito a Pisa, Sassari e Parma, dopo la prima guerra mondiale (dove è ufficiale medico volontario, ferito e pluri-decorato), nel 1918 è a Napoli, città dove all'insegnamento abbina la carica di responsabile della lotta antimalarica nell'intera Italia meridionale e si occupa della costruzione dell'ospedale anti-tubercolare di Pozzuoli. Viene anche eletto presidente del locale ordine dei medici, del consiglio sanitario provinciale e del regio istituto magistrale di educazione fisica. Con questa pluralità di incarichi, su indicazione di universitari, sanitari e sportivi, viene incluso nel listone nazionale per le elezioni del 1924 e confermato in quelle successive del 1929. 
Nel 1924 è uno dei 44 deputati che votano l'ordine del giorno per il mantenimento dell'ordine e l'esclusione della milizia fascista dalla tutela dell'ordine pubblico.
Non ricandidato nel 1934, causa un cambiamento della legge che esclude le università dal poter indicare candidati, viene nominato rettore dell'università di Napoli ed in tale veste (seppure incluso nella categoria degli ex deputati) viene nominato senatore assieme ad altri sette rettori delle università settentrionali. In tale sede svolge unicamente funzione consultiva per i problemi dell'insegnamento ma svolge anche le funzioni di vicepresidente dell'assemblea. Rimane in carica fino alla decadenza pronunciata dall'Alta Corte di Giustizia per le Sanzioni contro il Fascismo con sentenza del 31 ottobre 1945.